# Don't Take Your Guns to Town
Singles de Johnny Cash
What Do I Care
(1958) It's Just About Time
(1959)
Don't Take Your Guns to Town est une chanson écrite et originellement enregistrée par le chanteur américain Johnny Cash. Elle est initialement parue sur son troisième album studio, The Fabulous Johnny Cash, publié par Columbia Records en novembre 1958.
Sortie en single, avec I Stil Miss Someone en face B, chez Columbia Records le 2 février 1959 (Columbia 4-43313),, elle a atteint la 1re place du classement country « Hot C&W Sides » du magazine musical Billboard,,,, et la 32e place du classement pop de Billboard (Billboard Hot 100).
C'était le deuxième single de Johnny Cash sorti sur le label Columbia Records.